# 엄종화
엄종화(嚴宗和, 1965년~)는 대한민국의 물리학자로 세종대학교 21대 총장이다.